# Languis
Languis ist die erste EP der argentinischen Rockband Soda Stereo. Sie wurde 1989 veröffentlicht und ist das Bindeglied zwischen dem Album Doble Vida von 1988 mit seinen Souleinflüssen und dem nächsten Studioalbum Cancion Animal von 1990 für das die Band einen rockigeren Sound benutzte.
Auf der EP befindet sich der neue Song Mundo De Quimeras sowie die neuaufgenommene Version des Tracks Los Languis aus dem vorherigen Album. Zusätzlich befinden sich noch zwei Remixe von den Songs En El Borde und Lo Que Sangra (La Cupula) auf der Platte. Der neue Track Mundo De Quimeras hat einen einprägsamen Latin-Sound, wie ihn die Band vorher nicht benutzt hatte. Dieser Sound wurde in späteren Veröffentlichungen nicht mehr aufgegriffen. Die Arrangements wurden von Lenny Pickett durchgeführt, welcher auf Doble Vida das Saxophon spielte und bereits Arrangements für andere Künstler gemacht hatte, darunter David Bowie, Talking Heads und Laurie Anderson. Nach Veröffentlichung des Albums spielte die Gruppe zweimal im ausverkauften The Palace in Los Angeles. Dies war das erste Mal, dass eine lateinamerikanische Band vor ausverkauftem Haus in den Vereinigten Staaten gespielt hatte.

## Tracks
| # | Songname (Übersetzung)                                              | Komponist                                                                             | Länge |
| - | ------------------------------------------------------------------- | ------------------------------------------------------------------------------------- | ----- |
| 1 | Mundo De Quimeras (Welt der Verrücktheiten)                         | Gustavo Cerati / Hector Bosio / Carlos Ficicchia / Tweety Gonzalez / Gonzalo Palacios | 6:52  |
| 2 | Los Languis Version von 1989                                        | Gustavo Cerati / Hector Bosio / Carlos Ficicchia / Daniel Sais                        | 5:37  |
| 3 | En El Borde (Am Rand) Remix'                                        | Gustavo Cerati / Hector Bosio                                                         | 6:19  |
| 4 | Lo Que Sangra (La Cupula) (Die Sache die blutet (Die Kuppel)) Remix | Gustavo Cerati / Hector Bosio                                                         | 6:09  |

## Singles
- Mundo De Quimeras

## Besetzung
Soda Stereo
- Gustavo Cerati: Gitarre & Gesang
- Zeta Bosio: Kontrabass, E-Bass & Background-Gesang
- Charly Alberti: Drums

Gastmusiker
- Andrea Álvarez: Percussion
- Tweety González: Keyboard
- Gonzalo Palacios: Saxophon
- Mavi Diaz: Gesang